# Ottakringerbach
Der Ottakringerbach (auch: Ottakringer Bach; vormals Sankt Ulreichspach) ist ein abgeleiteter Wiener Bachkanal mit Quelle am Gallitzinberg, der in den linken Wienfluss-Sammelkanal mündet. Er ist der zweitlängste Wiener Bach.

## Geschichte

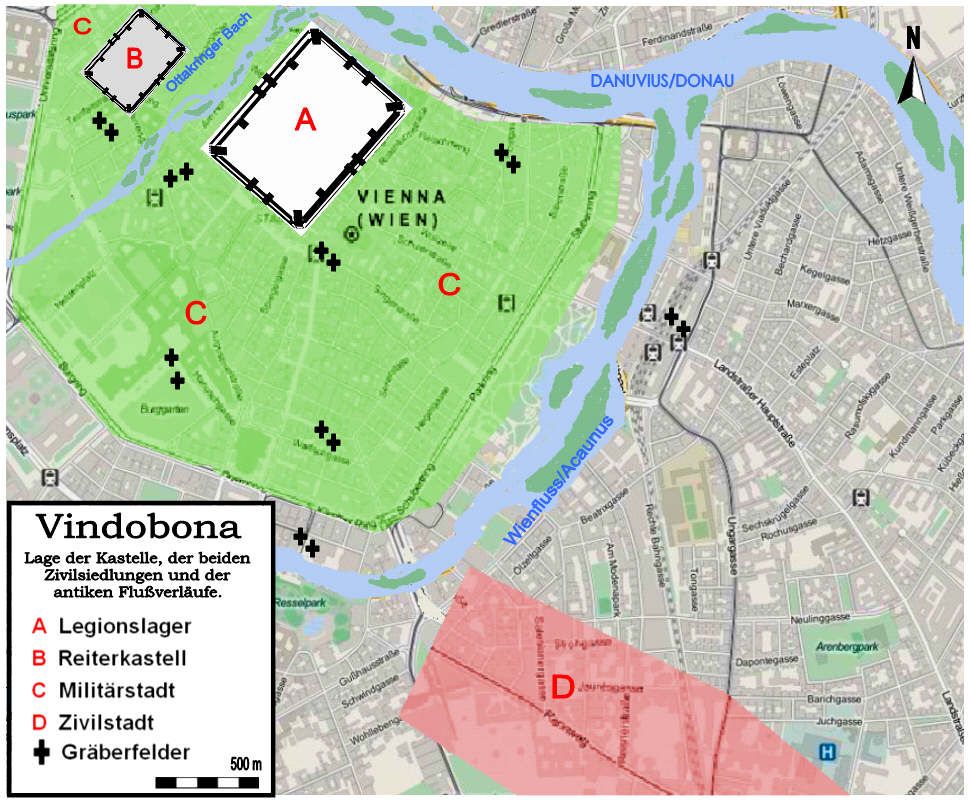
Der Verlauf des Ottakringerbachs im heutigen 1. Gemeindebezirk zur Römerzeit (linke obere Ecke)

Um 1449 hieß der heutige Ottakringerbach noch Sankt Ulreichspach (oder Uls). Zu damaliger Zeit floss er den Liebhartstalgraben entlang, dann über die heutige Thaliastraße in die Lerchenfelder Straße bis zur Döblergasse, wo er quer durch den Block beim Augustinplatz die Neustiftgasse erreichte. In der Nähe des St. Ulrichs-Platzes machte er eine Schleife um das Neudeggerschloss herum und zurück in die Neustiftgasse und führte dann weiter über den Minoritenplatz, die Strauchgasse, den Tiefen Graben und den Concordiaplatz, worauf er in den heutigen Donaukanal mündete. Im Bereich tiefer Graben wurde der Bach in den Graben vor der Stadtmauer des einstigen Römerlagers Vindobona einbezogen.
Im 13. Jahrhundert wurde er erstmals umgeleitet. Er lief dann in künstlichem Gerinne über den Getreidemarkt zum Wienfluss, in den er bei der Secession mündete. Hier wurde bis ins Jahr 1843 eine Bleistiftmühle betrieben.
Neben der Entwässerung diente der Ottakringerbach auch der Entsorgung von Abfall. Da auch Tierkadaver in das Gewässer geworfen worden sein sollen, trug der Bach wohl zum Ausbruch der Pest und anderer Krankheiten bei.
Bei der heutigen Einmündung des Ottakringerbachs in den linken Wienfluss-Sammelkanal wurde 1949 die Schluss-Szene des Filmes Der dritte Mann gedreht. 

### Überschwemmungen und die Folgen
Nach schweren Schäden durch Hochwasser wurde der Bach 1729 zunächst im Bereich der Neustiftgasse eingewölbt. Noch im selben Jahr zeigte sich bei einem Hochwasser die Wirkungslosigkeit der Maßnahme.
Bei der großen Kanalisierungswelle in Wien in den Jahren 1830 und 1831 wurde ein separater Abfall- und Überwasserkanal gebaut, in den der Ottakringerbach eingeleitet wurde; Teile des alten Bachbetts wurden dabei zugeschüttet. Die nächste große Überschwemmung 1845 richtete gleichwohl wiederum Verheerungen an.
1853 und 1862 sprengte der Bach sein Kanalbett und verursachte weitere Male erheblichen Schaden. Deshalb wurde er 1874 umgeleitet, so dass er nicht mehr hinunter in die Neustiftgasse floss, sondern geradeaus weiter längs der Lerchenfelder Straße bis zur Museumsstraße.